# Phaloria aspersa
Phaloria aspersa är en insektsart som beskrevs av Andrej Vasiljevitj Gorochov 1996. Phaloria aspersa ingår i släktet Phaloria och familjen syrsor. Inga underarter finns listade i Catalogue of Life.